# 纳韦伊
纳韦伊（法語：Naveil，法語發音：[navɛj]）是法国卢瓦-谢尔省的一个市镇，属于旺多姆区。

## 地理
纳韦伊（47°47'36"N, 1°1'47"E）面积13.28 平方千米，位于法国中央-卢瓦尔河谷大区卢瓦-谢尔省，该省份为法国中北部省份，北起厄尔-卢瓦省，东北接卢瓦雷省，东南接谢尔省，南至安德尔省，西南接安德尔-卢瓦尔省，西北接萨尔特省。
与纳韦伊接壤的市镇（或旧市镇、城区）包括：托雷拉罗谢特、博斯地区马西伊、旺多姆、维勒拉布勒、卢瓦河畔维利耶。

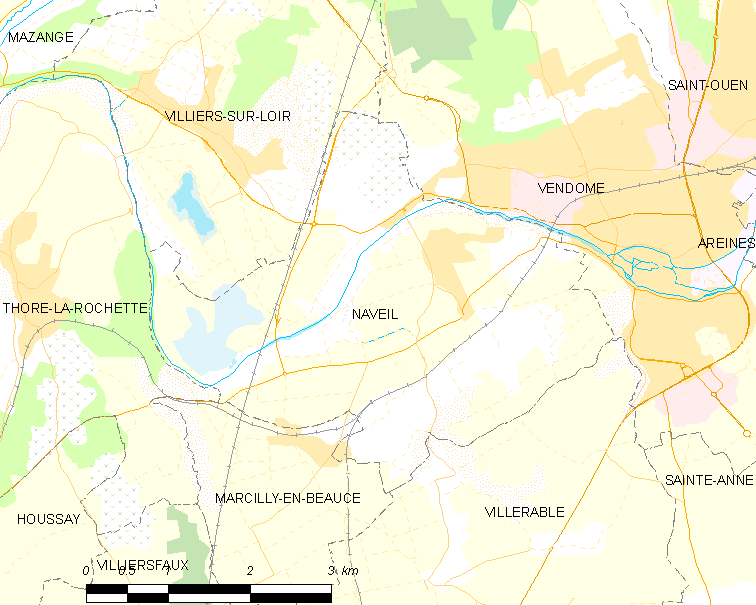
纳韦伊的OSM定位图

纳韦伊的时区为UTC+01:00、UTC+02:00（夏令时）。

## 行政
纳韦伊的邮政编码为41100，INSEE市镇编码为41158。

## 政治
纳韦伊所属的省级选区为卢瓦河畔蒙图瓦尔县。

## 人口

1962-2008年间纳韦伊人口变化图示

纳韦伊于2022年1月1日时的人口数量为2439人。